# Julia Serrière
Julia Serrière (* 1. března 1993) je bývalá francouzská reprezentantka ve sportovním lezení a juniorská mistryně světa v lezení na obtížnost.

## Výkony a ocenění
- 2009: bronz na mistrovství světa juniorů a v celkovém hodnocení Evropského poháru juniorů
- 2010: bronz v celkovém hodnocení Evropského poháru juniorů
- 2011: bronz na mistrovství Francie, juniorská mistryně světa

### Závodní výsledky
| Mistrovství světa | Mistrovství světa |
| Rok               | 2012              |
| ----------------- | ----------------- |
| Obtížnost         | 33-34             |

| Světový pohár | Světový pohár | Světový pohár          | Světový pohár    |
| Rok           | 2010          | 2011                   | 2013             |
| ------------- | ------------- | ---------------------- | ---------------- |
| Obtížnost     | 31            | 24                     | 31               |
| jednotlivě*   | -,-,27,-,-,17 | -,-,15,-,-,13,-,-,-,26 | -,-,-,-,-,-,-,11 |

* poznámka: nalevo jsou poslední závody v roce
| Mistrovství Francie | Mistrovství Francie |
| Rok                 | 2011                |
| ------------------- | ------------------- |
| Obtížnost           | 3                   |

| Mistrovství světa juniorů | Mistrovství světa juniorů | Mistrovství světa juniorů |
| Rok                       | 2009 kat A                | 2011 juniorky             |
| ------------------------- | ------------------------- | ------------------------- |
| Obtížnost                 | 3                         | 1                         |

| Evropský pohár juniorů | Evropský pohár juniorů | Evropský pohár juniorů |
| Rok                    | 2009 kat A             | 2010 kat A             |
| ---------------------- | ---------------------- | ---------------------- |
| Obtížnost              | 3                      | 3                      |